# Підводні човни типу «Рівер»
| Підводні човни типу «Рівер»                                                          | Підводні човни типу «Рівер»                                                                                | Підводні човни типу «Рівер»                                                                                |
| ------------------------------------------------------------------------------------ | --- | --- |
| River-class submarine                                                                | | |
|                                                                                      | | |
| Британський підводний човен «Темза»                                                  | | |
| Верф                                                                                 | Vickers-Armstrongs, Барроу-ін-Фернесс                                                                      | Vickers-Armstrongs, Барроу-ін-Фернесс                                                                      |
| Під прапором                                                                         | Велика Британія                                                                                            | Велика Британія                                                                                            |
| Належність                                                                           | Військово-морські сили Великої Британії                                                                    | Військово-морські сили Великої Британії                                                                    |
| На честь                                                                             | річок Великої Британії                                                                                     | річок Великої Британії                                                                                     |
| Замовлення                                                                           | 20 | 20 |
| Закладений                                                                           | 3 | 3 |
| Спуск на воду                                                                        | 3 | 3 |
| Введений до складу флоту                                                             | 3 | 3 |
| На службі                                                                            | 1935–1946                                                                                                  | 1935–1946                                                                                                  |
| Загибель                                                                             | 1 | 1 |
| Бойовий досвід                                                                       | Друга світова війна Битва за Атлантику Битва на Середземному морі Війна на Тихому океані                   | Друга світова війна Битва за Атлантику Битва на Середземному морі Війна на Тихому океані                   |
| Проєкт                                                                               | | |
| Класифікація ПЧ                                                                      | океанські дизель-електричні підводні човни                                                                 | океанські дизель-електричні підводні човни                                                                 |
| Тип ПЧ                                                                               | підводні човні флоту                                                                                       | підводні човні флоту                                                                                       |
| Попередній проєкт                                                                    | типу «S»                                                                                                   | типу «S»                                                                                                   |
| Наступний проєкт                                                                     | типу «Грампус»                                                                                             | типу «Грампус»                                                                                             |
| Вартість                                                                             | > £500 000                                                                                                 | > £500 000                                                                                                 |
| Основні характеристики                                                               | | |
| Швидкість (надводна)                                                                 | 22 вузли (40,7 км/год)                                                                                     | 22 вузли (40,7 км/год)                                                                                     |
| Швидкість (підводна)                                                                 | 10 вузлів (18,6 км/год)                                                                                    | 10 вузлів (18,6 км/год)                                                                                    |
| Робоча глибина занурення                                                             | 90 м | 90 м |
| Гранична глибина занурення                                                           | 150 м | 150 м |
| Дальність плавання                                                                   | 12 000 миль (22 000 км) на швидкості 12 вузлів (надводна) 70 миль (130 км) на швидкості 4 вузли (підводна) | 12 000 миль (22 000 км) на швидкості 12 вузлів (надводна) 70 миль (130 км) на швидкості 4 вузли (підводна) |
| Екіпаж                                                                               | 61 офіцер та матрос                                                                                        | 61 офіцер та матрос                                                                                        |
| Розміри                                                                              | | |
| Довжина найбільша (по КВЛ)                                                           | 105 м | 105 м |
| Ширина корпусу найб.                                                                 | 8,61 м | 8,61 м |
| Середня осадка (по КВЛ)                                                              | 4,85 м | 4,85 м |
| Водотоннажність надводна                                                             | 2 026 тонн                                                                                                 | 2 026 тонн                                                                                                 |
| Водотоннажність підводна                                                             | 2 723 тонни                                                                                                | 2 723 тонни                                                                                                |
| Силова установка                                                                     | | |
| Дизель-електрична: 2 × дизельних двигуни Ricardo PLC з нагнітачем 2 × електродвигуни | | |
| Гвинти                                                                               | 2 | 2 |
| Потужність                                                                           | 8 000-10 000 к. с. (дизельні двигуни) 2 500 к. с. (електродвигуни)                                         | 8 000-10 000 к. с. (дизельні двигуни) 2 500 к. с. (електродвигуни)                                         |
| Озброєння                                                                            | | |
| Артилерія                                                                            | 1 × 102-мм корабельна гармата Mk.XXII                                                                      | 1 × 102-мм корабельна гармата Mk.XXII                                                                      |
| Торпедно- мінне озброєння                                                            | 6 × 533-мм носових торпедних апарати 13 торпед                                                             | 6 × 533-мм носових торпедних апарати 13 торпед                                                             |
| ППО                                                                                  | 2 × зенітні кулемети                                                                                       | 2 × зенітні кулемети                                                                                       |
| Електроніка                                                                          | ASDIC | ASDIC |

Підводні човни типу «Рівер» (англ. River-class submarine) — клас військових кораблів з трьох підводних човнів, що випускалися британськими суднобудівельними компаніями у 1932-1934 роках. Субмарини цього типу входили до складу Королівського військово-морського флоту Великої Британії та брали активну участь у боях Другої світової війни.

## Підводні човни типу «Рівер»
| № | Корабель | Номер вимпелу | Виготовлювач                          | Закладено       | Спущено         | У строю         | Статус                                                                                    |
| - | -------- | ------------- | ------------------------------------- | --------------- | --------------- | --------------- | ----------------------------------------------------------------------------------------- |
| 1 | «Темза»  | N71           | Vickers-Armstrongs, Барроу-ін-Фернесс | 6 січня 1931    | 26 січня 1932   | 14 вересня 1932 | 3 серпня 1940 року ймовірно підірвався на мінному полі біля норвезьких берегів та затонув |
| 2 | «Северн» | N57           | Vickers-Armstrongs, Барроу-ін-Фернесс | 27 березня 1933 | 16 січня 1934   | 12 січня 1935   | 1946 році проданий на брухт                                                               |
| 3 | «Клайд»  | N12           | Vickers-Armstrongs, Барроу-ін-Фернесс | 15 травня 1933  | 15 березня 1934 | 12 квітня 1935  | 30 липня 1946 року розібраний на брухт                                                    |